# Ornithoptera
Ornithoptera (gr. "alas de pájaro")  es un género de lepidópteros ditrisios de la familia Papilionidae.

## Especies seleccionadas
El género Ornithoptera incluye trece especies:
- Ornithoptera aesacus
- Ornithoptera alexandrae
- Ornithoptera croesus
- Ornithoptera chimaera
- Ornithoptera euphorion
- Ornithoptera goliath
- Ornithoptera meridionalis
- Ornithoptera paradisea
- Ornithoptera priamus
- Ornithoptera richmondia
- Ornithoptera rothschildi
- Ornithoptera tithonus
- Ornithoptera victoriae

### Híbridos naturales
- Troides prattorum × Troides oblongomaculatus bouruensis — Troides mixtum
- Ornithoptera rothschildi × Ornithoptera priamus poseidon — Ornithoptera akakeae
- Ornithoptera victoriae × Ornithoptera priamus urvillianus — Ornithoptera allotei